# Telipna depuncta
Telipna depuncta är en fjärilsart som beskrevs av Talbot 1937. Telipna depuncta ingår i släktet Telipna och familjen juvelvingar. Inga underarter finns listade i Catalogue of Life.